# Danh sách bài hát chủ đề của Đại hội Thể thao Đông Nam Á
Danh sách bài hát chủ đề của Đại hội Thể thao Đông Nam Á là danh sách các bài hát được sử dụng làm nhạc nền tại các kỳ Đại hội Thể thao Đông Nam Á (viết tắt: Sea Games). Sự kiện được tổ chức mỗi 2 năm, một lần dành cho các quốc gia ở trong khu vực Đông Nam Á. Những môn thể thao tổ chức trong đại hội do Liên đoàn thể thao Đông Nam Á điều hành với sự giám sát của Ủy ban Olympic Quốc tế (IOC) và Hội đồng Olympic châu Á.
Kỳ Đại hội đầu tiên có nhạc chủ đề chính là kỳ Đại hội Thể thao Đông Nam Á vào năm 1989 và kỳ Đại hội có lượng lượng nhạc nhiều nhất là Đại hội Thể thao Đông Nam Á năm 2015 do Singapore tổ chức.
Hầu hềt các bài hát chủ đề của kỳ Đại hội đều phải có tiếng Anh.

## Danh sách bài hát chủ đề
Những bài hát được in lớn là ca khúc chính thức và những bài hát được in nhỏ là ca khúc phụ.
| Năm                                 | Quốc gia                            | Tên bài hát                         | Ngôn ngữ                            | Người biểu diễn                                                    | Sáng tác                            | Âm thanh, video                     |
| Đại hội Thể thao Bán đảo Đông Nam Á | Đại hội Thể thao Bán đảo Đông Nam Á | Đại hội Thể thao Bán đảo Đông Nam Á | Đại hội Thể thao Bán đảo Đông Nam Á | Đại hội Thể thao Bán đảo Đông Nam Á                                | Đại hội Thể thao Bán đảo Đông Nam Á | Đại hội Thể thao Bán đảo Đông Nam Á |
| ----------------------------------- | ----------------------------------- | ----------------------------------- | ----------------------------------- | ------------------------------------------------------------------ | ----------------------------------- | ----------------------------------- |
| 1959                                | Thái Lan                            | Không có                            | Không có                            | Không có                                                           | Không có                            | Không có                            |
| 1961                                | Myanmar                             | Không có                            | Không có                            | Không có                                                           | Không có                            | Không có                            |
| 1965                                | Malaysia                            | Không có                            | Không có                            | Không có                                                           | Không có                            | Không có                            |
| 1967                                | Thái Lan                            | Không có                            | Không có                            | Không có                                                           | Không có                            | Không có                            |
| 1969                                | Myanmar                             | Không có                            | Không có                            | Không có                                                           | Không có                            | Không có                            |
| 1971                                | Malaysia                            | Không có                            | Không có                            | Không có                                                           | Không có                            | Không có                            |
| 1973                                | Singapore                           | Không có                            | Không có                            | Không có                                                           | Không có                            | Không có                            |
| 1975                                | Thái Lan                            | Không có                            | Không có                            | Không có                                                           | Không có                            | Không có                            |
| Đại hội Thể thao Đông Nam Á         |                                     |                                     |                                     |                                                                    |                                     |                                     |
| 1977                                | Malaysia                            | Không có                            | Không có                            | Không có                                                           | Không có                            | Không có                            |
| 1979                                | Indonesia                           | Không có                            | Không có                            | Không có                                                           | Không có                            | Không có                            |
| 1981                                | Philippines                         | Không có                            | Không có                            | Không có                                                           | Không có                            | Không có                            |
| 1983                                | Singapore                           | Không có                            | Không có                            | Không có                                                           | Không có                            | Không có                            |
| 1985                                | Thái Lan                            | Không có                            | Không có                            | Không có                                                           | Không có                            | Không có                            |
| 1987                                | Indonesia                           | Không có                            | Không có                            | Không có                                                           | Không có                            | Không có                            |
| 1989                                | Malaysia                            | Reach for the sky                   | Tiếng Anh, tiếng Mã Lai             | Francissca Peter, Jay Jay                                          | Goh Boon Ho                         | YouTube                             |
| 1991                                | Philippines                         | Không có                            | Không có                            | Không có                                                           | Không có                            | Không có                            |
| 1993                                | Singapore                           | Bring On The Smiles                 | Tiếng Anh                           | Không rõ                                                           | Không rõ                            | YouTube                             |
| 1995                                | Thái Lan                            | Không có                            | Không có                            | Không có                                                           | Không có                            | Không có                            |
| 1997                                | Indonesia                           | Không có                            | Không có                            | Không có                                                           | Không có                            | Không có                            |
| 1999                                | Brunei                              | Mencari Kejayaan                    | Tiếng Anh, tiếng Mã Lai             | Ak Mohd Yusri                                                      | Haji Sufri Bolkiah                  | YouTube                             |
| 2001                                | Malaysia                            | In Glory We Celebrate               | Tiếng Anh, tiếng Mã Lai             | Lynn Ali                                                           | Tom Leng, Loloq                     | YouTube                             |
| 2003                                | Việt Nam                            | Vì một Thế giới ngày mai            | Tiếng Anh, tiếng Việt               | Nguyễn Quang Vinh, Nguyễn Linh Dung                                | Nguyễn Quang Vinh, Bùi Quang Nhật   | YouTube                             |
| 2005                                | Philippines                         | We're All Just One                  | Tiếng Anh, tiếng Filipino           | Napoléon Abueva, Emerlinda R. Roman                                | Jose Mari Chan, Rene Nieva          | YouTube                             |
| 2007                                | Thái Lan                            | Rhythm of the Winner                | Tiếng Anh, tiếng Thái               | Không rõ                                                           | Không rõ                            | YouTube                             |
| 2007                                | Thái Lan                            | We are the Water                    | Không rõ                            | Không rõ                                                           | Không rõ                            |                                     |
| 2007                                | Thái Lan                            | Friendship Card                     | Không rõ                            | Không rõ                                                           | Không rõ                            |                                     |
| 2007                                | Thái Lan                            | Korat SEA Games                     | Không rõ                            | Không rõ                                                           | Không rõ                            |                                     |
| 2009                                | Lào                                 | The Spirit of the Flame             | Tiếng Anh, tiếng Lào                | Sam Intharaphithak                                                 | Sam Intharaphithak                  | YouTube                             |
| 2011                                | Indonesia                           | Together We Will Shine              | Tiếng Anh, tiếng Indonesia          | Agnes Monica, Agnes Monica, KC Concepcion                          | Addie MS, Jozef Cleber              | YouTube                             |
| 2011                                | Indonesia                           | Ayo Indonesia Bisa                  | Tiếng Anh, tiếng Indonesia          | Ello, Sherina Munaf                                                | Yovie Widianto                      | YouTube                             |
| 2011                                | Indonesia                           | Kita Bisa                           | Tiếng Anh, tiếng Indonesia          | Dudi Nuno, Dikta Nuno, Ello, Judika, Terry, Astrid và Lala Karmela | Yovie Widianto                      | YouTube                             |
| 2013                                | Myanmar                             | Colourful Garden                    | Tiếng Anh, tiếng Miến Điện          | Htoo El Lynn, Lin Htet                                             | Htoo El Lynn, Lin Htet              | YouTube                             |
| 2015                                | Singapore                           | Unbreakable                         | Tiếng Anh                           | Tabitha Nauser                                                     | Amir Masoh                          | YouTube                             |
| 2015                                | Singapore                           | Greatest                            | Tiếng Anh                           | Daphne Khoo                                                        | Amir Masoh                          | YouTube                             |
| 2015                                | Singapore                           | Ordinary                            | Tiếng Anh                           | The Sam Willows                                                    | Amir Masoh                          | YouTube                             |
| 2015                                | Singapore                           | You're Wonderful                    | Tiếng Anh                           | Tay Kewei, Gayle Nerva và Tabitha Nauser                           | Amir Masoh                          | YouTube                             |
| 2015                                | Singapore                           | Flags Up                            | Tiếng Anh                           | The Sam Willows                                                    | The Sam Willows                     | YouTube                             |
| 2015                                | Singapore                           | Champion                            | Tiếng Anh                           | The Sam Willows                                                    | Charlie Lim                         | YouTube                             |
| 2015                                | Singapore                           | Still                               | Tiếng Anh                           | Charlie Lim                                                        | Charlie Lim                         |                                     |
| 2015                                | Singapore                           | A Love Song-Unbreakable             | Tiếng Anh                           | Benjamin Kheng                                                     | Don Richmond                        |                                     |
| 2015                                | Singapore                           | Forever                             | Tiếng Anh                           | The Steve McQueens                                                 | Joshua Wan                          |                                     |
| 2015                                | Singapore                           | You're near There                   | Tiếng Anh                           | Joel, Ruth Ling                                                    | Joel, Ruth Ling                     |                                     |
| 2015                                | Singapore                           | Dancing on the world                | Tiếng Anh                           | HubbaBubbas                                                        | HubbaBubbas                         |                                     |
| 2015                                | Singapore                           | Colors                              | Tiếng Anh                           | Jean Tan                                                           | Jean Tan                            |                                     |
| 2015                                | Singapore                           | Reach                               | Tiếng Anh                           | Dàn hợp xướng MGS và Dick Lee                                      | Dick Lee                            |                                     |
| 2017                                | Malaysia                            | Rising Together                     | Tiếng Anh, tiếng Mã Lai             | Dayang Nurfaizah                                                   | Ramli MS                            |                                     |
| 2017                                | Malaysia                            | Tunjuk Belang                       | Tiếng Anh, tiếng Mã Lai             | monoloQue, Azlan Typewriter và maliQue                             | maliQue                             |                                     |
| 2017                                | Malaysia                            | So Many Hands                       | Tiếng Anh, tiếng Mã Lai             | Mia Palencia, Asmidar                                              | Mia Palencia, Asmidar               |                                     |
| 2017                                | Malaysia                            | Together We Rise                    | Tiếng Anh, tiếng Mã Lai             | Vince Chong, Jaclyn Victor                                         | Vince Chong, Jaclyn Victor          |                                     |
| 2019                                | Philippines                         | We Win As One                       | Tiếng Anh, tiếng Filipino           | Lea Salonga                                                        | Floy Quintos                        |                                     |
| 2019                                | Philippines                         | Who We Are                          | Tiếng Anh, tiếng Filipino           | Không rõ                                                           | Không rõ                            |                                     |
| 2019                                | Philippines                         | Rock the SEA Games                  | Tiếng Anh, tiếng Filipino           | Arnel Pineda                                                       | Ban nhạc Philippines, KO Jones      |                                     |
| 2021                                | Việt Nam                            | Let's Shine - Hãy tỏa sáng          | Tiếng Anh, tiếng Việt               | Tùng Dương, Hồ Ngọc Hà, Văn Mai Hương, Isaac và rapper Đen Vâu.    | Huy Tuấn                            | YouTube                             |
| 2021                                | Việt Nam                            | Việt Nam hết mình                   | Tiếng Việt                          | Karik, Hoàng Thùy Linh                                             | Only C                              | YouTube                             |
| 2023                                | Campuchia                           | Cambodian Pride                     | Tiếng Anh ,[[tiếng Khmer ]          |                                                                    |                                     |                                     |